# Státní znak Španělska
Státní znak Španělska prošel složitým vývojem a je tvořen korunovaným štítem s pěti znaky historických území, se srdečním štítkem rodu Bourbonů a je doplněn Herkulovými sloupy a stuhou se zlatým latinským mottem PLVS VLTRA (česky Dál než to).

## Štít
V jeho štítu se vyskytují znaky původně samostatných království (Aragon, Granada, Kastilie, León, Navarra, Granada a uprostřed znak dynastie Bourbonů, odvozený od znaku francouzských králů). Znaky Kastilie (hrady – castillos; v této oblasti se vyskytuje velké množství hradů) a Leónu (lev – leo) jsou dokonce mluvící.

Znak Kastilie (1. pole)
Znak Leónu (2. pole)
Znak Aragonu (3. pole)
Znak Navarry (4. pole)
Znak Granady (mezi 3. a 4. polem)
Erb anjouské větve rodu Bourbonů (srdeční štítek)

## Umístění štítu ve znaku
Štít spočíval v dobách španělského království a také později v letech 1938–1981 na hrudi černé orlice se svatozáří (orlice sv. Jana), po stranách provázené Herkulovými sloupy s nápisem PLUS ULTRA (Dál než to). Pod štítem je umístěno býčí jho („Yugo“) a šípy („Flechas“) – odznak katolických Veličenstev. Odznaky zastupovaly monogramy obou králů – Y jako Ysabel (Isabela Kastilská), F jako Fernando (Ferdinand Aragonský). Jho a šípy se později staly také odznakem španělské Falangy. Znak katolických králů představoval spojení znaků Kastilie–Leónu a Aragonie–Sicílie. V nacionalistickém znaku byl znak Sicílie nahrazen navarrskými řetězy, celek byl doplněn otevřenou královskou korunou a nad hlavou orlice byla stuha s heslem UNA-GRANDE-LIBRE. Od roku 1981 španělský znak žádnou orlici neobsahuje. Znak je upraven zákonem č. 33/1981 z 5. října 1981. Platný státní znak je tvořen korunovaným štítem se srdečním štítkem rodu Bourbonů a je doplněn Herkulovými sloupy.
Královský znak (znak, užívaný na královské standartě) je odlišný. Panující král Filip VI. má standartu karmínově červenou (Carmesí) a znak tvoří štít státního znaku s královskou korunou, ovinutý řetězem řádu zlatého rouna. Princ Filip po nástupu na trůn odložil modrý turnajský límec, jehož užíval jako princ (kníže) asturský, a přidal si do znaku španělskou královskou korunu. Odložení turnajského límce bylo označeno za obecnou praxi v evropské heraldice, nastoupí-li princ-následník na trůn.
Přechodným ustanovením tohoto dekretu bylo určeno, že král Juan Carlos I. používá dosavadní královskou standartu, jíž používal před svou abdikací. Ta je tmavomodrá, a královský erb kromě Zlatého rouna obsahuje také jho a šípy, a štít je podložen červeným burgundským křižem (zkřížené ostrve). Tato standarta byla zavedena královským dekretem č. 1511/1977, z 22. ledna 1977, hlavou II, pravidly 1 a 2.
Burgundský kříž je již v příloze č. 1 dekretu Hlavy státu č. 814/1971 ze dne 22. dubna označen za jeden ze symbolů Národního hnutí. Standarta Juana Carlose jako prince španělského se od jeho královské standarty lišila jen korunou princů (se třemi viditelnými oblouky).

Španělský znak za Karla I.
Španělský znak za Filipa V.